# Stoedena (Pernik)
Stoedena (Bulgaars: Студена) is een dorp in het westen van Bulgarije, gelegen in de gemeente Pernik in de oblast Pernik. Het dorp ligt ongeveer 10 km ten zuidwesten van de stad Pernik en 23 km ten zuidwesten van de hoofdstad Sofia.

## Bevolking
In de eerste volkstelling van 1934 registreerde het dorp 1.923 inwoners. Dit groeide tot een officiële hoogtepunt van 2.776 inwoners in 1975. Sindsdien neemt het inwonersaantal af. Op 31 december 2019 telde het dorp 1.573 inwoners.
Van de 1.819 inwoners reageerden er 1.750 op de optionele volkstelling van 2011. Van deze 1.750 respondenten identificeerden 1.748 personen zichzelf als etnische Bulgaren (99,9%).
Van de 2.121 inwoners in februari 2011 werden geteld, waren er 177 jonger dan 15 jaar oud (9,7%), gevolgd door 1.162 personen tussen de 15-64 jaar oud (63,9%) en 480 personen van 65 jaar of ouder (26,4%).